# Diplomácia (könyv)
A Diplomácia Henry Kissinger, az Egyesült Államok külpolitikájának az 1970-es évektől sokáig meghatározó alakja, korábbi külügyminiszter és nemzetbiztonsági tanácsadó 1994-es monumentális (magyar fordításban 957 oldalas) munkája.
Témája a nemzetközi kapcsolatok történelme, illetve a diplomácia művészete, melynek középpontjában a 20. század diplomáciája, illetve a nyugati világ áll. Ezen belül Kissinger mint a realista iskola híve, a nemzeti érdekek koncepcióira, illetve a „Realpolitik”-ra fókuszál elsősorban. A művet Kissinger az amerikai diplomáciában dolgozóknak dedikálta.

## A vesztfáliai államrendszer és az erőegyensúly
A mű egy, az amerikai külpolitika két irányzatát, az idealizmust és a realizmust tárgyaló elméleti fejtegetéssel, illetve a két irányzatot leginkább fémjelző politikus, a realista Theodore Roosevelt és az idealista Wilson külpolitikájának bemutatásával kezdődik. E fejezet azzal a konklúzióval zárul, hogy végső soron mindkét megközelítésnek van legitimitása, és az a leghelyesebb, ha bizonyos mértékig vegyítik e kettőt.
Ezt követően kerül sor egy történelmi áttekintésre, mely a nemzetállamokra és azok nemzeti érdekeinek érvényesítésére alapuló, ún vesztfáliai rendszer kialakulásával kezdődik. Az 1648-as vesztfáliai béke volt ugyanis az első olyan békerendszer Európában, melyben már nem a dinasztikus érdekek, hanem az államérdek, az ún. államrezon (franciáulː raison d'état) dominált. Ebben az államrendszerben a legmeghatározóbb az ún. nagyhatalmi koncert volt, ami azt jelentette, hogy amennyiben egy állam megpróbálta megszerezni az Európa feletti dominanciát, úgy az összes többi állam összefogott ellene, különböző összetételű szövetségek útján, így végső soron erőegyensúly alakult ki. Ennek a politikának a legmeghatározóbb esete a napóleoni háborúk során kialakult együttműködés és az ennek nyomán kitörő, ún. koalíciós háborúk voltak.

## A stabil békerendszerek kritériumai
Napóleon veresége után jött létre az a békerendszer, melyet Kissinger ideálisnak tartott. Ez volt a bécsi békekongresszuson létrehozott Szent szövetség. Ennek kapcsán fejti ki Kissinger, hogy az ideális békerendszer két pilléren nyugszikː az államokat egyfelől összekötik a közösen vallott értékek - a bécsi kongresszus esetén a monarchikus legitimitás, vagyis az hogy a békeszerződésben részes államok önként vállalták, hogy csak monarchiákat ismernek el Európában. Másfelől a békerendszer az erőn is nyugszik - ezt a bécsi békerendszer esetében az orosz cári csapatok jelentették, akik a század folyamán több esetben is megpróbáltak beavatkozni forradalmak leverésébe. Kissinger azt is fontosnak tartotta megjegyezni, hogy ez a békerendszer azért tudott kb 100 évre megakadályozni a napóleoni háborúkhoz hasonló méretű háborúkat, mivel a legyőzött államot, jelesül Franciaországot, meghívta a konferenciára és ott nem alázta meg túlságosan. A rendszer stabilitását a konferencián részt vevő diplomatáknak, és azok közül is elsősorban Metternich hercegnek tulajdonítja.
Ez a nemzetközi rend, amelyet minden addigi és azóta létrehozott rendnél kifejezettebben a hatalmi egyensúly nevében alkottak meg, paradox módon a legkevésbé támaszkodott fennmaradása érdekében az erő alkalmazására. A kivételes helyzet részben azért alakulhatott ki, mert olyan jól tervezték meg az egyensúlyt, hogy csak túlságosan nagy erőfeszítés árán lehetett volna felborítani. A legfontosabb ok mégis az volt, hogy az európai kontinens országait közös értékek fűzték egymáshoz. Nemcsak fizikai, hanem morális egyensúly is fennállt közöttük. Az igazság és a hatalom lényegében összhangban volt. A hatalmi erőegyensúly léte kevesebb alkalmat kínál az erőszak alkalmazására, a közös igazságérzet pedig csökkenti az erő alkalmazásának igényét. Az igazságtalannak érzett nemzetközi rend előbb-utóbb kérdésessé válik.
A könyv kifejti, hogy e békerendszer ellen a legnagyobb kihívást III. Napóleon és Bismarck jelentette. Németország létrejötte azután megvilágította Európa legnagyobb problémáját, a német állam integrálását a vesztfáliai államrendbe. Németország ugyanis vagy túl gyönge volt a kontinensen, és emiatt saját gyengeségével indukált konfliktust, mint a harmincéves háborúban, ahol a hadviselő felek legtöbbje a Szent Római Birodalom kirablásában volt érdekelt. A bismarcki Németország viszont túl erős volt a kontinensen, és emiatt két világháború kirobbantásáért lett felelős. Az első világháború kirobbanását tárgyaló fejezetben Kissinger a thuküdidészi dilemmában látja a háború kitörésének az okátː a szemben álló nagyhatalmak presztízsveszteség nélkül nem tudtak kihátrálni a maguk generálta konfliktusokból, mely konfliktusok arra irányultak, hogy a másik oldalról jövő vélt fenyegetéseket elhárítsák. A párizsi békerendszert dilettánsok művének tartja, mivel  egyfelől nem állt kellő erő rendelkezésre a diktátumok betartására, másfelől pedig maga a békeszerződés is ellentmondott saját legfőbb elvének, a nemzeti önrendelkezési jogok tiszteletben tartásának, amivel megalázta és emiatt a békerendszer felrúgásában tette érdekeltté a legyőzött Németországot.
Ez a kompromisszum bebizonyította, hogy a wilsoni tizennégy pont nem szentírás, és megnyitotta a sorompót számos olyan határmódosítás előtt, amelyek az önrendelkezés elvének teljesen ellentmondtak, anélkül, hogy javítottak volna a régi erőegyensúly-politikán vagy egy új egyensúlyt hoztak volna létre. A bécsi kongresszustól eltérően a párizsi békekonferencián nem vettek részt a legyőzött hatalmak. Ennek eredményeképp a több hónapig húzódó tárgyalások bizonytalanságban tartották Németországot, ami illúziókra adott okot.... Ennek következtében, amikor a konferencia 1919 júliusában nyilvánosságra hozta művét, a német társadalom megdöbbent, és hozzáfogott, hogy az elkövetkező két évtizedben szisztematikusan aláássa.... A lenini Oroszország, amelyet szintén nem hívtak meg a béketárgyalásra, az egész békerendszert támadta ....Így történt, hogy a minden háborúnak véget vető békéből kizárták Európa két legerősebb nemzetét – Németországot és Oroszországot, amelyek együtt Európa népességének jóval több mint felét adták és a legnagyobb katonai erővel rendelkeztek. Már ez a tény önmagában is elég lett volna ahhoz, hogy a versailles-i békét kudarcra ítélje.

## Hidegháború és jelenkor
Kissinger ezt követően tárgyalja a világháború diplomáciáját, majd elbeszélésében elér a hidegháborúhoz, mely témában kitér saját diplomáciai tevékenységére is a Nixon-, majd a Ford-kormány alatt. A könyvben leírt események, háborúk, erődemonstrációk segítségével vezeti le és mutatja be, hogyan alakult ki a mai modern diplomácia, illetve a diplomácia művészete és a globális hatalmi egyensúly hogyan teremtette meg azt a világot, melyben ma élünk.

### "22. fejezet. Magyarországː felfordulás a birodalomban"
Magyar szempontból a legérdekesebb az 1956-os magyar forradalmat értékelő 22. fejezet. A szerző szerint a szuezi-magyar kettős válság több tanulsággal szolgáltː Egyfelől a nyugati hatalmak „elveszítették ártatlanságukat”, mivel beavatkoztak egy független állam, Egyiptom belügyeibe, másfelől pedig kiderült a világ számára, hogy az eisenhoweri felszabadítási politika pusztán üres lózung. Paradox módon azonban a Szovjetunió sem nyert az 56-os magyarországi intervencióval. Mindkét oldal rosszul mérte fel az erőegyensúlyt, illetve az események következményeit.
Kissinger az események menetét pontosan ábrázolja, felvázolva az egyes szereplők tényleges cselekedeteit és mögöttes szándékát. Hruscsov az adott pillanatban nem tehette meg, hogy elengedi Magyarországot a szovjet befolyási övezetből. Utal a totalitarizmus elméletekre is, melyek egyenlőségjelet tesznek a fasiszta és a kommunista rendszerek között. Kissinger ebben a vonatkozásban emlékeztet, hogy Hruscsov és a szovjet diplomaták ellátogattak Varsóba és Jugoszláviába, hogy a kialakult válság megoldási módozatait megtárgyalják a szövetségeseikkel – kiemeli, hogy Adolf Hitler soha nem lett volna hajlandó a német katonai lépések előtt egyeztetni a csatlós államokkal. A könyv úgy látja, hogy Moszkva engedékenységének legszélső határa egy jugoszláv típusú kvázi nemzeti, kvázi autonóm fejlődés engedélyezése lehetett volna, az egypárt-rendszer megkérdőjelezése nélkül - ellenkező esetben a szovjet birodalom bomlásnak indult volna, mely a kommunista elit megsemmisülését vonta volna maga után. Nagy Imre ezt valószínűleg felismerte, de elsodorták az események, az utca nyomása és a rákosista elit ellenkezése:
Nagy Imrének, aki egész életében hűséges kommunista káder volt, meg kellett értenie a szovjet figyelmeztetések igazi jelentését vagy azon változások jelentését, amelyeket maga idézett elő. Ekkorra azonban már népének dühe és a kommunista szövetségesek kérlelhetetlensége közé ékelődve csak sodródott az események árjával, melyeket sem kontrollálni, sem irányítani nem tudott. A lengyelektől eltérően a magyarok nem a kommunizmus liberalizálását, hanem megsemmisítését, nem a Szovjetunióval való egyenlőséget, hanem a tőle való totális elszakadást követelték
A könyv kritikusan viszonyul az amerikai magatartáshoz is, kifejtve, hogy a Szabad Európa Rádió gyújtó hatású tudósításai is hozzájárultak az utca radikalizálódásához. Később az amerikai kormányzat azzal védekezett, hogy e rádióadások nem az amerikai hivatalos kormányzati véleményt tükrözték.
Túlzás lett volna azonban elvárni a magyarországi szabadságharcosoktól, hogy különbséget tegyenek az Egyesült Államok kormányának hivatalos álláspontja és egy olyan rádióállomás kijelentései között, amelyet azzal a határozott céllal hoztak létre, hogy hirdesse a „felszabadítási” politikát, melyet a külügyminiszter saját szellemi gyermekének tartott
Az világossá vált, hogy az oroszok vérrel is hajlandóak fenntartani birodalmukat, emiatt pedig a hidegháború jóval hosszabb lesz, mint remélni lehetett. Azzal azonban, hogy a szovjetek levertek egy szabadságharcot súlyos presztízsveszteségeket szenvedtek, de ami ennél is károsabb volt számukra, az az volt, hogy integrálniuk kellett a kelet-európai államokat a saját gazdagságukhoz. A szovjethez képest sokkal fejlettebb kelet-európai ipari berendezkedés hanyatlása a szovjetek által a térségre kényszerített fenntarthatatlan tervutasításos gazdasági rend miatt súlyos oroszellenes gyűlöletet váltott ki, ami megdrágította e térség kormányzását, az itteni  gazdasági kapacitások fenntartása pedig kiszipolyozta az orosz erőforrásokat, amivel végső soron hozzájárult a birodalom bukásához.
Végső soron a szovjet politika ugyanazzal a problémával került szembe, amely régebben is oly sok zavart okozott az orosz történelembenː Kelet-Európa, melyre a szovjet állam nagyobb biztonságának érdekében ráerőszakolták a kommunizmust, felemésztette a szovjet erőforrásokat, és olyan állandó figyelmet igényelt, hogy egyre inkább teherré vált, ahelyett, hogy stratégiai előnyt jelentett volna.
Ami pedig a kelet-európai vezetőket illeti, szembesülniük kellett azzal, hogy engedményeket kell tenniük saját nacionalista ellenzéküknek, ha nem akartak mindvégig a szovjet fegyverekre támaszkodva kormányozni, és kockáztatni egy magyarországihoz hasonló eseménysort. Kádár János végső soron apránként elérte mindazt, amit Nagy Imre akart, kivéve a többpártrendszert és a Varsói Szerződésből való kilépést.

### Az új világrend
Kissinger elemzéseiben nem állt meg a hidegháború végénél. Újabb műveiben, így a Kínáról, illetve a Világrend című könyveiben azt latolgatja, hogy mennyiben tartható fenn a hidegháborút követő, és a korábbi nagyhatalmi koncertet teljesen ignoráló amerikai unilaterális világrend. Kissinger úgy látja, hogy az USA relatív hanyatlása, illetve Kína megerősödése az amerikai szuperhatalom nyomása miatt befagyott lokális konfliktusok újraéledésével és eszkalációjával fog együtt járni. Emiatt javasolja egy új, most már globális vesztfáliai államrend és az ezen alapuló hatalmi egyensúly kialakítását.

## Magyarul
- Diplomácia; ford. Baik Éva et al., jegyz. Magyarics Tamás, térképek Dobieczki Magda; Panem-Grafo–McGraw-Hill, Bp.–Maidenhead, 1996